# Campionati europei di atletica leggera 1938 - 400 metri piani
I 400 metri piani maschili ai campionati europei di atletica leggera 1934 si sono svolti tra il 3 ed il 4 settembre 1938.

## Podio
| Oro     | Godfrey Brown Gran Bretagna |
| Argento | Karl Baumgarten Paesi Bassi |
| Bronzo  | Erich Linnhoff Germania     |

## Risultati

### Semifinali
Passano alla finale i primi due atleti di ogni batteria (Q).

#### Semifinale 1
| Posizione | Nome                   | Nazionalità   | Tempo | Note |
| --------- | ---------------------- | ------------- | ----- | ---- |
| 1         | Godfrey Brown          | Gran Bretagna | 48"4  | Q    |
| 2         | János Görkói           | Ungheria      | 49"2  | Q    |
| 3         | Carl-Henrik Gustafsson | Svezia        | 49"8  |      |
| 4         | Ottavio Missoni        | Italia        | 50"3  |      |
| 5         | Georges Meyer          | Svizzera      | 50"3  |      |
| 6         | Abdyl Këllezi          | Albania       | 55"0  |      |

#### Semifinale 2
| Posizione | Nome                   | Nazionalità | Tempo | Note |
| --------- | ---------------------- | ----------- | ----- | ---- |
| 1         | Erich Linnhoff         | Germania    | 49"2  | Q    |
| 2         | Bertil von Wachenfeldt | Svezia      | 49"7  | Q    |
| 3         | Pierre Smet            | Belgio      | 50"4  |      |
| 4         | Jean Cerutti           | Francia     | 50"6  |      |
| 5         | Feri Pleteršek         | Jugoslavia  | 52"3  |      |
|           | József Vadas           | Ungheria    | dq    |      |

#### Semifinale 3
| Posizione | Nome             | Nazionalità   | Tempo        | Note |
| --------- | ---------------- | ------------- | ------------ | ---- |
| 1         | Aarne Tammisto   | Finlandia     | 48"3         | Q    |
| 2         | Karl Baumgarten  | Paesi Bassi   | 48"3         | Q    |
| 3         | John Horsfall    | Gran Bretagna | 49"5         |      |
| 4         | Joseph Bertolino | Francia       | 49"5         |      |
| 5         | Charles Stein    | Lussemburgo   | Nessun tempo |      |

### Finale
| Pos.    | Nome                   | Nazionalità   | Tempo | Note                  |
| ------- | ---------------------- | ------------- | ----- | --------------------- |
| Oro     | Godfrey Brown          | Gran Bretagna | 47"4  | Record dei campionati |
| Argento | Karl Baumgarten        | Paesi Bassi   | 48"2  |                       |
| Bronzo  | Erich Linnhoff         | Germania      | 48"8  |                       |
| 4       | János Görkói           | Ungheria      | 48"9  |                       |
| 5       | Aarne Tammisto         | Finlandia     | 49"1  |                       |
| 6       | Bertil von Wachenfeldt | Svezia        | 50"0  |                       |